# Prästskogsstugan
Prästskogsstugan är ett naturreservat i Älvdalens kommun i Dalarnas län.
Området är naturskyddat sedan 1961 och är 5 hektar stort. Reservatet består av blandskog med både gran och tall.